# El Olmo
El Olmo es una pedanía del municipio de Barbolla, en la provincia de Segovia, comunidad autónoma de Castilla y León, España. Está situada junto al río Serrano y a la carretera que une Sepúlveda con Riaza.

## Historia
Es de fundación o repoblación medieval en tiempos de la Reconquista, y pertenece desde entonces a la Comunidad de Villa y Tierra de Sepúlveda, en su ochavo de Bercimuel. Sepúlveda y su tierra pertenecieron siempre al realengo, sin solución de continuidad.
Originalmente su nombre era Santa María del Olmo (1204), pero desde 1759 ya se conocía simplemente como El Olmo.
Fue un municipio independiente hasta que fue anexionado el 4 de enero de 1847 al vecino Barbolla.

## Demografía
| 33            | 28 | 29 | 29 | 24 | 26 | 34 | 27 | 24 | 17 | 17 | 16 |
| (Fuente: INE) |    |    |    |    |    |    |    |    |    |    |    |

## Patrimonio

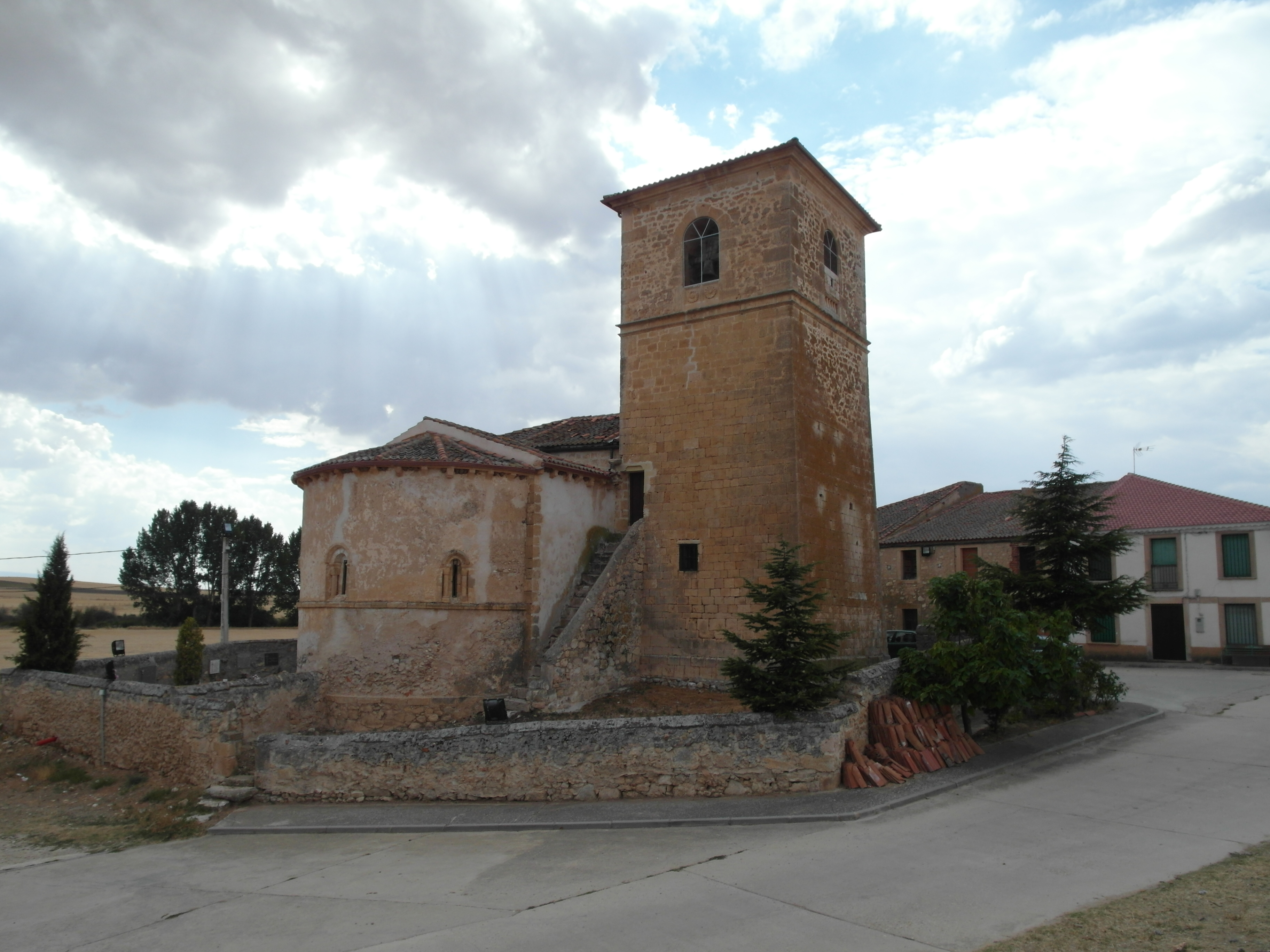
Iglesia de El Olmo, de estilo románico.

Al fondo de la calle principal en torno a la cual se vertebran sus casas, se encuentra la iglesia de Nuestra Señora de la Natividad, un edificio medieval propio del románico rural del siglo XIII típico de la Tierra de Sepúlveda. Ha experimentado reformas y restauraciones posteriores, pero conserva su estructura original, compuesta por una nave única y un ábside semicircular. En este se abren tres ventanales apoyados en columnas con capiteles decorados. La portada se halla en la cara meridional del edificio. Como otras iglesias de localidades cercanas como Sotillo, la portada cuenta con un arco lobulado con una flor esculpida en cada dovela. Sobre el arco se encuentra una moldura decorada en zigzag. El arco de apoya en capiteles con motivos vegetales. El templo cuenta con otra portada, cegada, en el hastial oeste. Resultan de interés la decoración escultórica de la fachada sur y los canecillos que sostienen la cornisa de la nave. En su interior se hallan dos tablas atribuidas al Maestro de Duruelo, pintor anónimo del siglo XVI.